# Плаксий, Борис Иванович
Борис Иванович Пла́ксий (1937—2012) — советский и украинский живописец, монументалист, скульптор, портретист, иллюстратор, график, философ.

## Биография
Родился 21 августа 1937 года в Смеле (ныне Черкасская область, Украина). Во второй половине 1960-х был одним из самых популярных и самых перспективных молодых художников-монументалистов. О нём писали газеты и журналы, оформленные им подземный переход возле двора «Украины», рестораны «Наталка», «Подснежник», «Ветряк» были удостоены высоких оценок, его работы вызывали дискуссии. Борис готовился к вступлению в СХ СССР.
Плаксий поставил подпись под одним из коллективных писем против «ресталинизации» на Украине. Позже ему, как и другим, предложили её отозвать. Из художников от подписи не отказались только двое: Алла Горская и Борис Плаксий. Через некоторое время ему пришлось платить за свою неуступчивость: перестали выставлять его работы.
В 1970 году была уничтожена роспись Плаксия в киевском кафе «Крещатик». Произведение сбили со стен, а имя художника на долгие годы было предано забвению в творческих кругах.
Только в 1978 году вновь принят на работу в Киевский монументально-декоративный комбинат.
Умер 19 декабря 2012 года.

## Творчество
Создал более тысячи работ разных жанров и в разном материале.
Создал много портретов многих талантливых, со своей гражданской позицией, но гонимых системой, писателей, поэтов, художников, интеллигенции.

## Награды и премии
- Заслуженный художник Украины
- Национальная премия Украины имени Тараса Шевченко (2007) — за циклы живописных работ «Творцы независимости», «Агония зла» в Музее-мастерской Ивана Кавалеридзе